# Metavirus
Genre
Metavirus est un genre de virus de la famille des Metaviridae qui comprend 21 espèces. Ce sont des rétrovirus à ARN simple brin classés dans le groupe VI de la classification Baltimore, dont les hôtes naturels sont des Protozaoaires, des Champignons, des Invertébrés, des Vertébrés ou des Plantes.

## Liste d'espèces
Selon ICTV :
- Arabidopsis thaliana Athila virus
- Arabidopsis thaliana Tat4 virus
- Bombyx mori Mag virus
- Caenorhabditis elegans Cer1 virus
- Cladosporium fulvum T-1 virus
- Dictyostelium discoideum Skipper virus
- Drosophila buzzatii Osvaldo virus
- Drosophila melanogaster 412 virus
- Drosophila melanogaster Blastopia virus
- Drosophila melanogaster Mdg1 virus
- Drosophila melanogaster Mdg3 virus
- Drosophila melanogaster Micropia virus
- Drosophila virilis Ulysses virus
- Fusarium oxysporum Skippy virus
- Lilium henryi Del1 virus
- Saccharomyces cerevisiae Ty3 virus
- Schizosaccharomyces pombe Tf1 virus
- Schizosaccharomyces pombe Tf2 virus
- Takifugu rubripes Sushi virus
- Tribolium castaneum Woot virus
- Tripneustis gratilla SURL virus